# 에턴뢰르

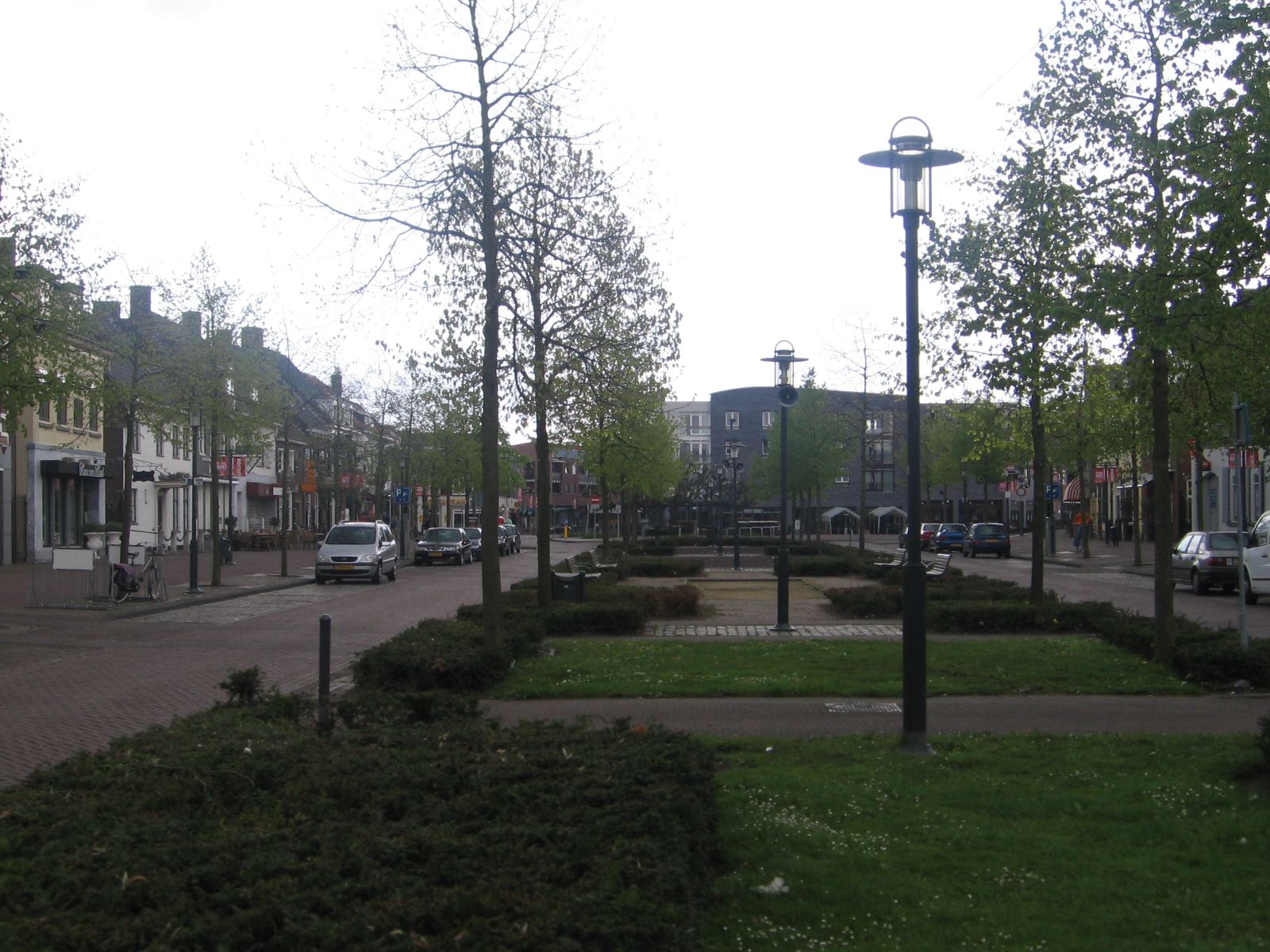
에턴뢰르

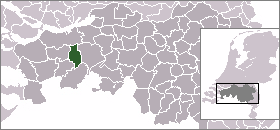
에턴뢰르의 위치

에턴뢰르(네덜란드어: Etten-Leur)는 네덜란드 노르트브라반트주의 도시로 면적은 55.92km2, 높이는 8m, 인구는 42,395명(2014년 5월 기준), 인구 밀도는 766명/km2이다.

시기
시 문장